# CShell
Microsoft Composable Shell, conocido también como CShell es la interfaz gráfica de usuario principal del sistema operativo Windows Core OS. Es el contenedor de interfaz gráfica dentro del cual toda la interfaz de usuario se presenta, incluyendo la barra de tareas, el escritorio, así como muchos de los cuadros de diálogo y controles de interfaz. Esta interfaz gráfica se encuentra en desarrollo, pero estará disponible en todas las plataformas de Windows 10.

## Demostraciones en Windows 10 Fall Creators Update
Este shell inició su demostración en algunas compilaciones de Windows 10 Fall Creators Update (o RS3), con el que se veía la unificación total de interfaces gráficas en una, así, completando la unificación de Windows 10 y su plataforma UWP.
Esta interfaz gráfica busca disponer de una única interfaz escalable y adaptable a través de los dispositivos de la plataforma UWP de Windows 10. CShell es una nueva manera de dibujar la interfaz de Windows. Es un shell adaptable que puede redimensionarse en tiempo real. Así puede adaptarse a diferentes tamaños de pantalla y orientaciones en tiempo real. CShell es un shell modularizado en sub componentes, estos pueden pasar de unos a otros cuando sea necesario. Así se consigue una experiencia más flexible en equipos con diferentes factores de forma.

## Unificación de plataformas
Desde Windows 10 Mobile, muchas características y funciones que solamente estaban disponibles en Windows 10 PC fueron añadidas. También se eliminó el soporte para apps de Silverlight (.xap), tomando por única opción convertirlas a aplicaciones UWP (.appx). Como comparte más código con PC podría ser capaz de ejecutar apps de escritorio convertidas a apps UWP mediante Desktop Bridge (Project Centennial), empezando con el Dock de Continuum para pantallas grandes conectado a Windows 10 Mobile o con Miracast.
Desde las demás plataformas aún se desconocen las funciones mayores que traerá esta shell, pero desde Xbox One ya se sabe que incluirá soporte para teclado y mouse como si de un PC se tratase. También el teclado virtual se unificaría entre plataformas. Se sabe que la interfaz de diseño incluida con este shell es Microsoft Fluent Design System.